# Biserica de lemn din Podișu
Biserica de lemn din Podișu se află în localitatea omonimă din județul Sălaj și a fost ridicată cel mai probabil spre sfârșitul secolului al XVIII-lea sau în prima jumătate a secolului al XIX-lea. Biserica se află pe noua listă a monumentelor istorice sub codul LMI:  SJ-II-m-B-05096. Are hramul "Sfinții Arhangheli Mihail și Gavriil" și este încă folosită de credincioși pentru slujbele din duminici și sărbători.

## Istoric și trăsături

Biserica de lemn din Podișu. Vechea pictură a pronaosului

Creștinii din satul Podișu, sau Ciumeni - cum se numea odinioară această localitate, și-au construit biserica, conform șematismelor greco-catolice în anul 1833. Actuala biserică de lemn, înlocuiește una mai veche, biserică care exista și în 1733, an în care, sub păstorirea episcopului Inocențiu Micu-Klein a fost întocmită o conscripție cu caracter religios printre românii ardeleni. La acea dată satul este amintit cu 23 de familii, biserică și preot neunit. Comunitatea de aici trece la uniație, parțial în anul 1781, iar în totalitate doar în anul 1852. Starea în care se afla biserica, în anul 1947 este considerată ca fiind una "slabă". Revenirea la ortodoxie, după 1948, nu a adus schimbări semnificative cu privire la biserica de lemn. După anul 1989, biserica a trecut printr-un proces de restaurare, fiind realizată și pictura interioară. 
Din vechea pictură a bisericii se mai păstrează amintiri. Leontin Ghergariu, care a cercetat biserica din Podișu în deceniul al șaptelea al secolului trecut, referitor la decorația pictată, făcea următoarele referiri: în pronaos, pe peretele de vest și pe cel de sud se afla pictată scena celor 10 mucenițe. Acestea erau reprezentate în mișcare, deosebindu-se între ele prin faptul că fiecare făcea un alt gest cu mâna stângă, în dreapta ținând o cupă. Hainele acestor personaje erau lungi, cu guler șal, fiind reprezentate încinse cu șorț. Pe lângă gesticulația care deosebea cele zece fecioare între ele, un alt element de deosebire era constituit și de coloritul diferit al îmbrăcămintei. În naos și în absida altarului, la acel moment încă se mai vedeau urme de pictură, dar fiind prea deteriorate, programul iconografic nu putea fi descifrat. Iconostasul, cu cele două uși cuprindeau obișnuitele icoane împărătești. În partea superioară se regăseau cei 12 apostoli, având în mijloc pe Isus Hristos, deasupra fiind trei cruci, la mijloc Isus iar în cele două părți cei doi tâlhari răstigniți.
Sub aspect constructiv, biserica prezintă un plan dreptunghiular terminat cu absida altarului decroșată, cu cinci laturi în partea de răsărit. Intrarea în biserică se face prin latura de vest, în axul bisericii, aceasta fiind adăpostită de un mic pridvor ce are patru stâlpi frumos profilați. Spațiul interior este împărțit în pronaos, naos și altar. Cele două încăperi destinate participanților la slujbe, pronaosul și naosul sunt despărțite de un perete ce este continuu doar în partea inferioară, partea superioară având practicate spațiile necesare participării la slujbele religioase. Nu sunt regăsite decorații sculptate nici la intrarea în biserică și nici la trecerea din pronaos în naos. Datorită spațiului redus, naosul bisericii a fost prevăzut cu un mic cor. Acoperirea spațiilor interioare se face printr-un tavan de scânduri în pronaos în timp ce naosul este acoperit de o boltă ușor retrasă spre interior și așezată de fiecare parte pe câte o grindă paralelă cu axul bisericii. Spațiul altarului este adăpostit sub o boltă mai mică, mai puțin înaltă ce se termină prin intermediul a trei fâșii curbe. Întrarea în spațiul altarului se face doar prin două întrări. Acoperișul nu este unitar, deasupra absidei altarului acesta fiind ușor mai scund. Spre vest, acoperișul este străpuns de turnul-clopotniță care adăpostește unul din clopotele vechii biserici de la "anul domnului 1680". Așezat deasupra pronaosului, turnul-clopotniță are foișor cu galerie deschisă și se termină cu o frumoasă fleșă alungită.

## Imagini

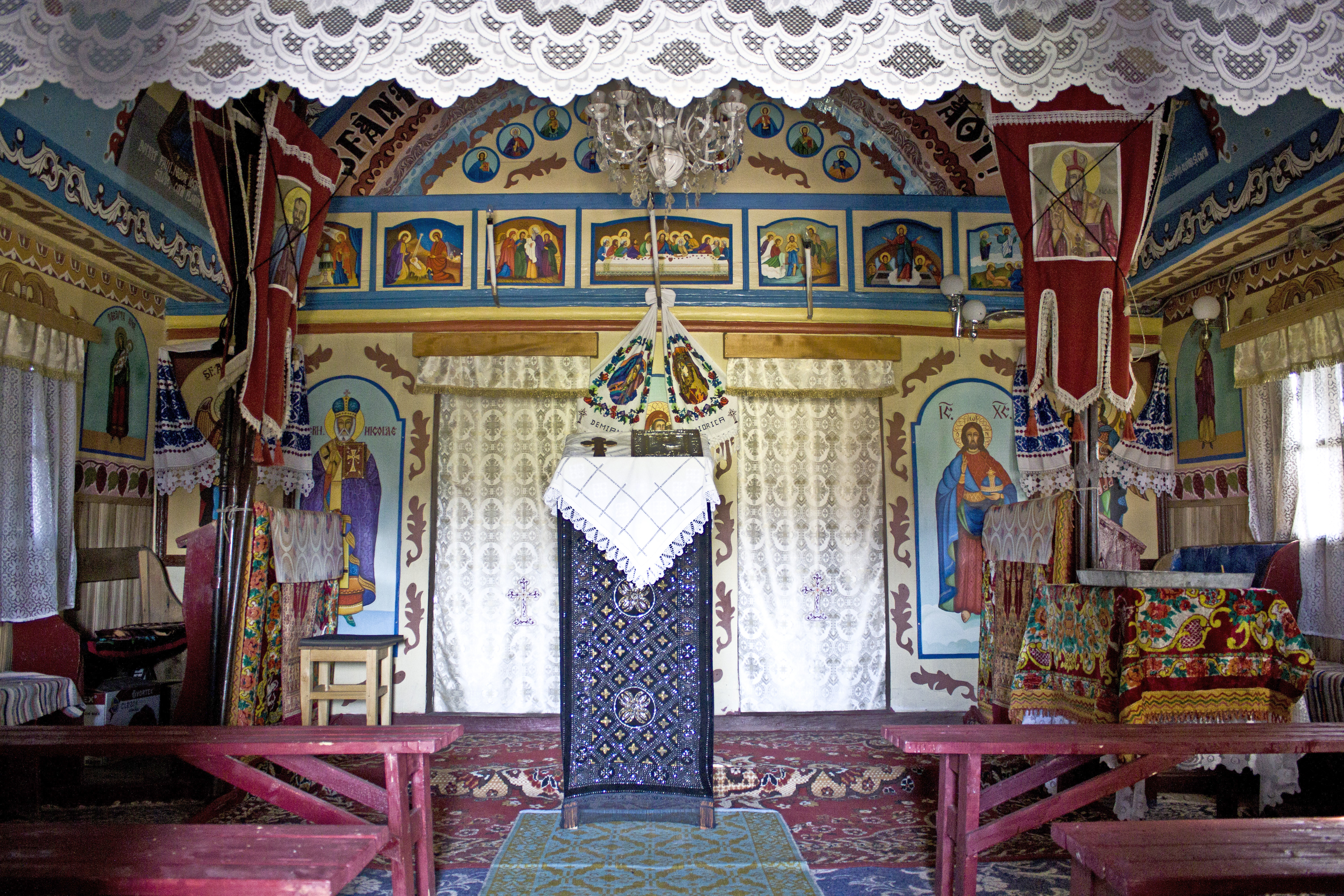
Vedere spre iconostas
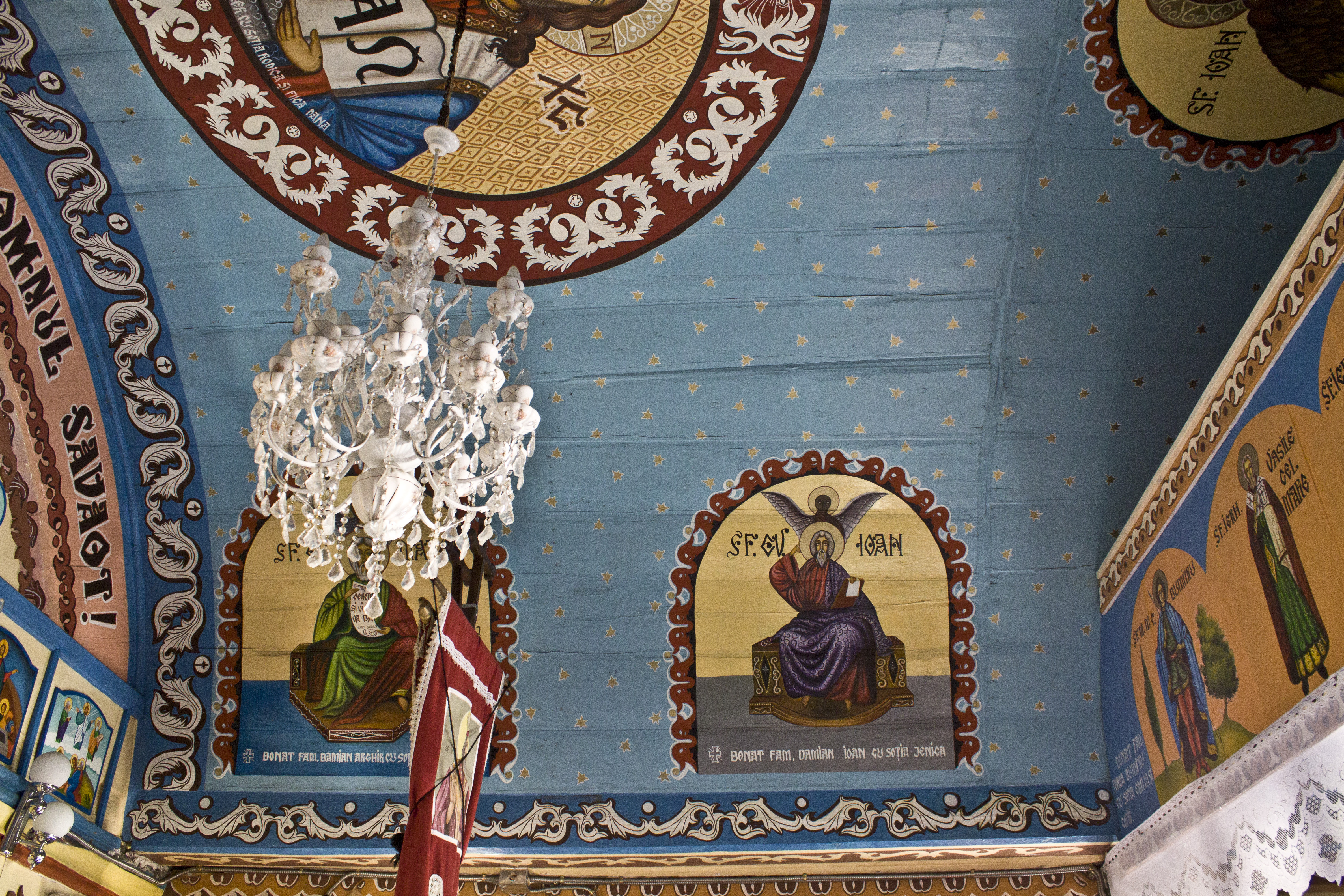
Pictura bolții naosului
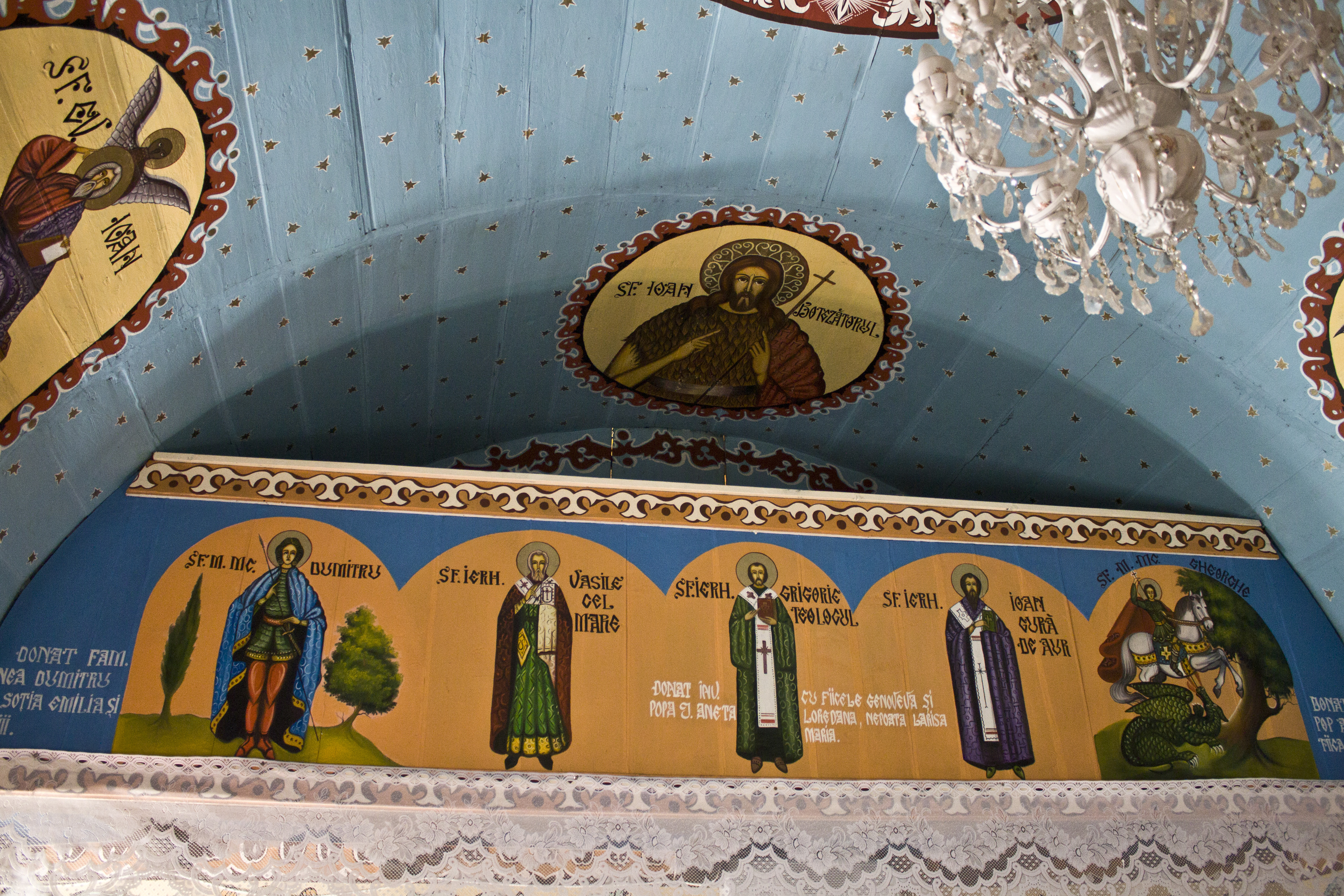
Micul cor al bisericii
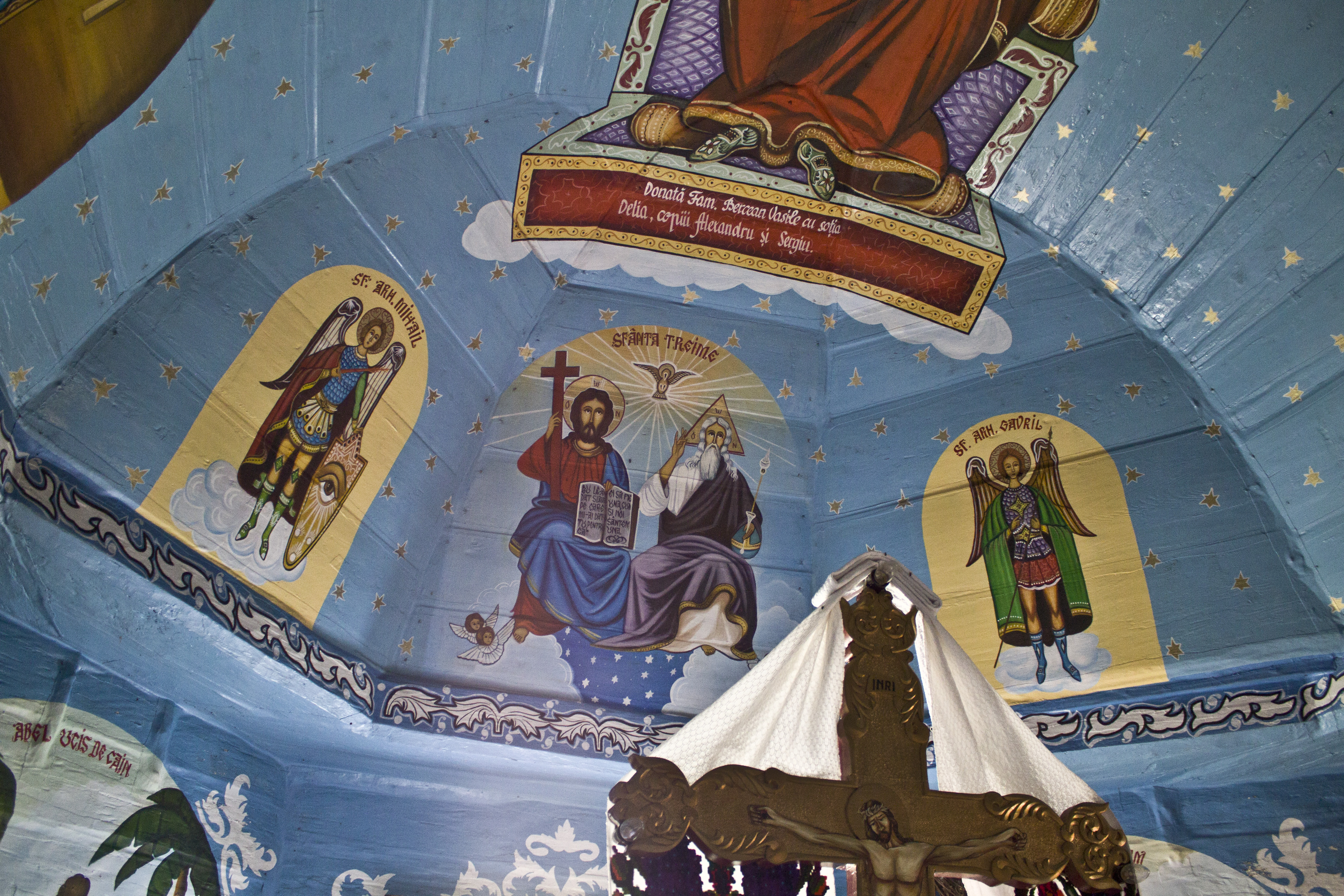
Bolta altarului
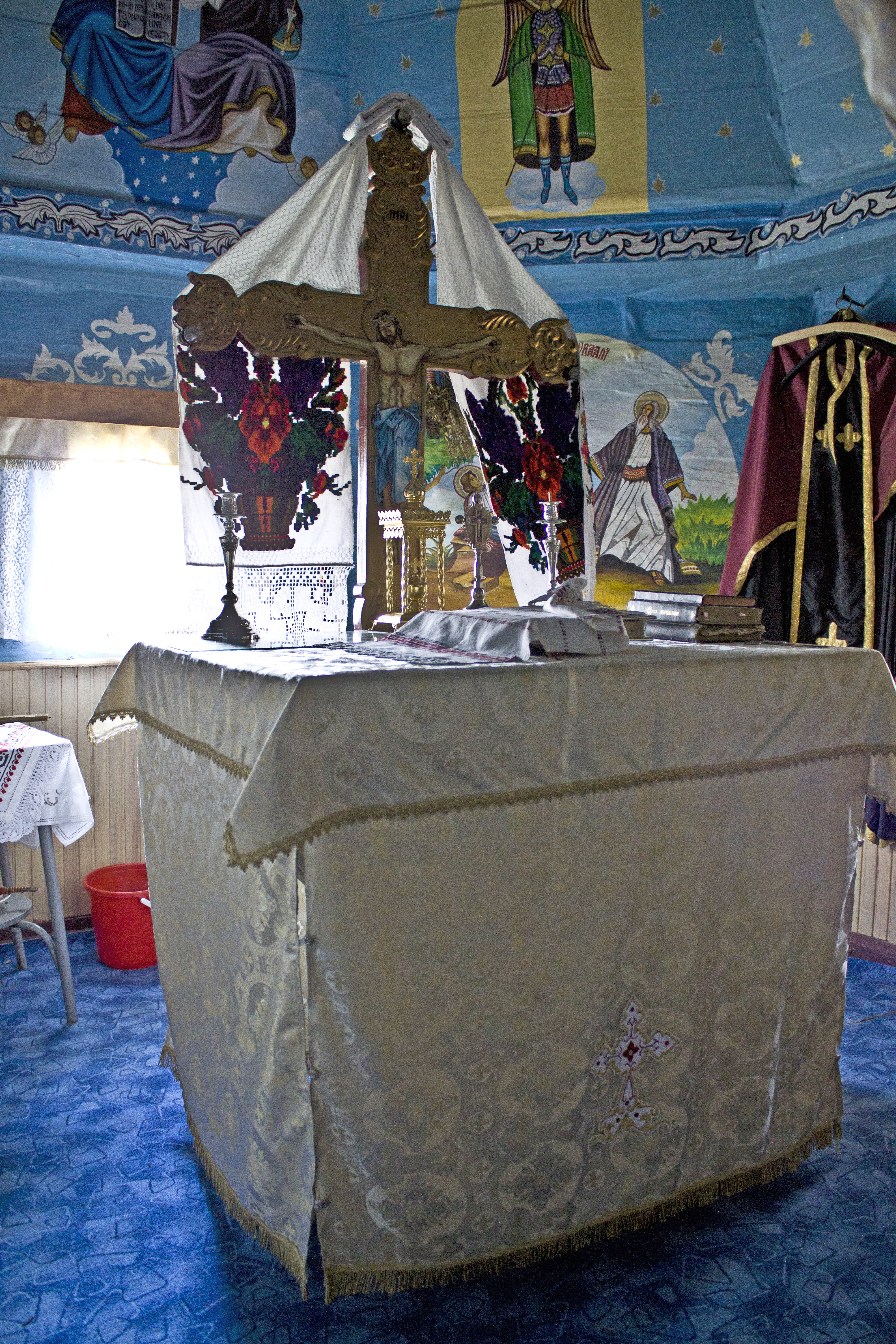
Masa altarului
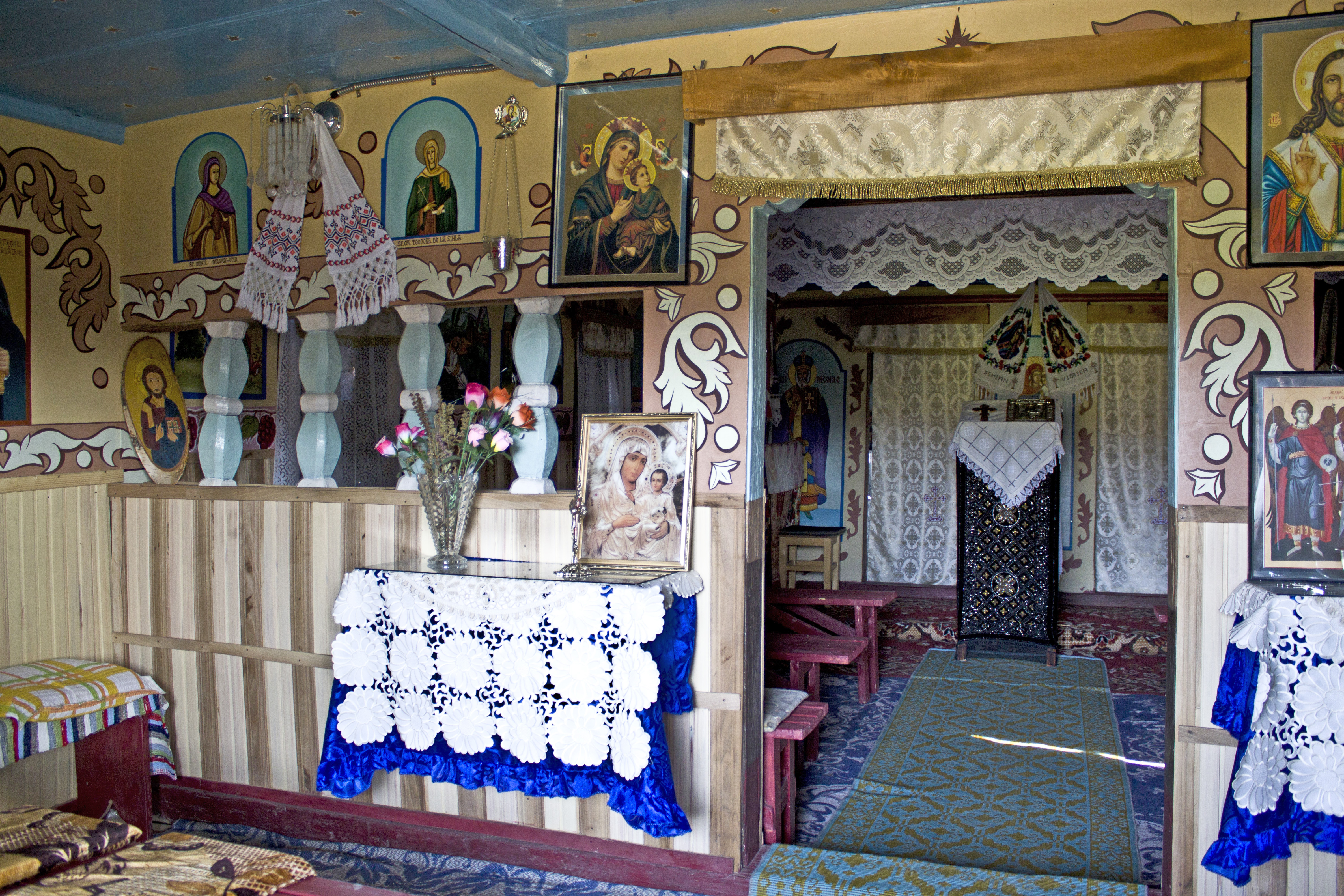
Peretele și trecerea dintre pronaos și naos
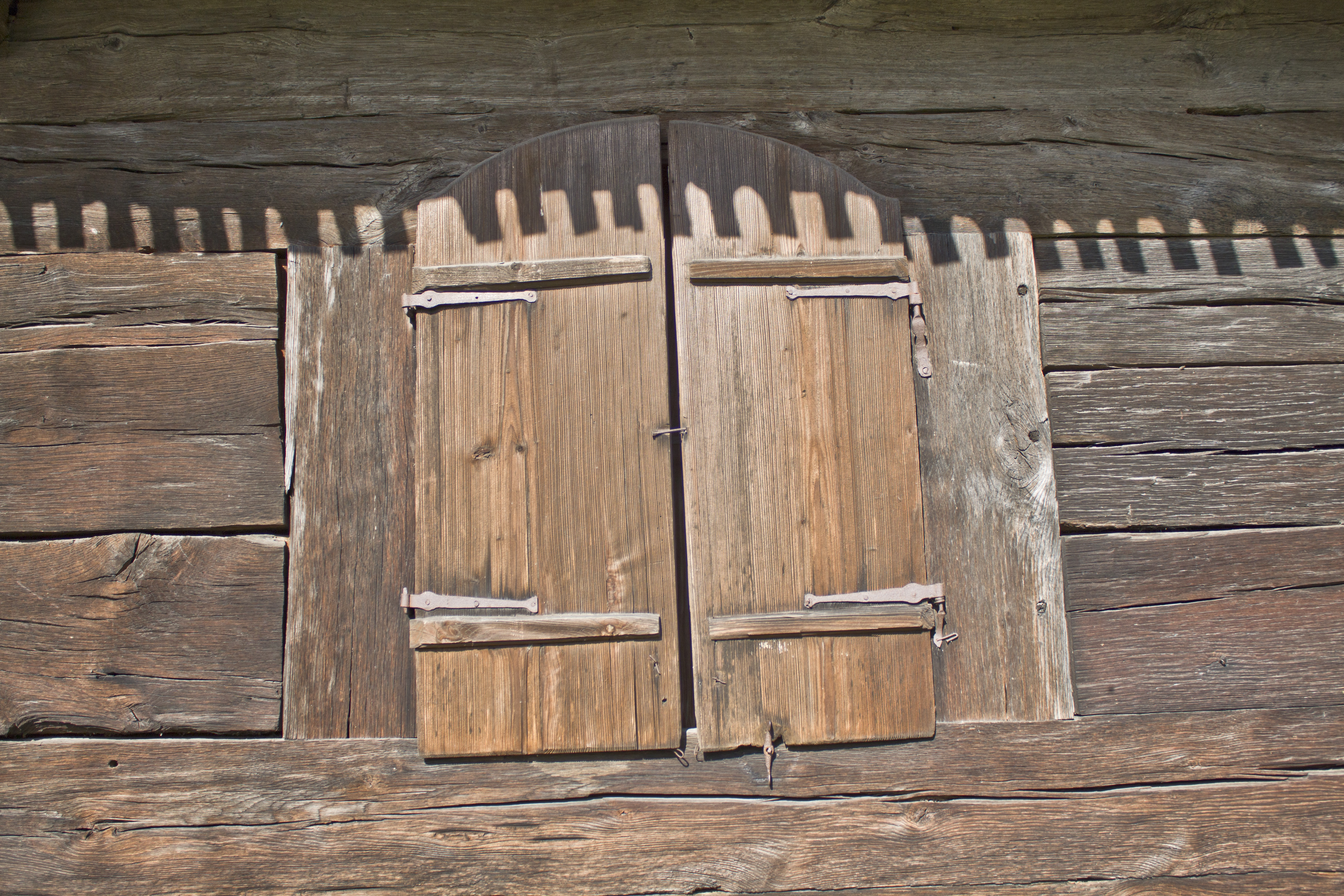
Obloanele ferestrei
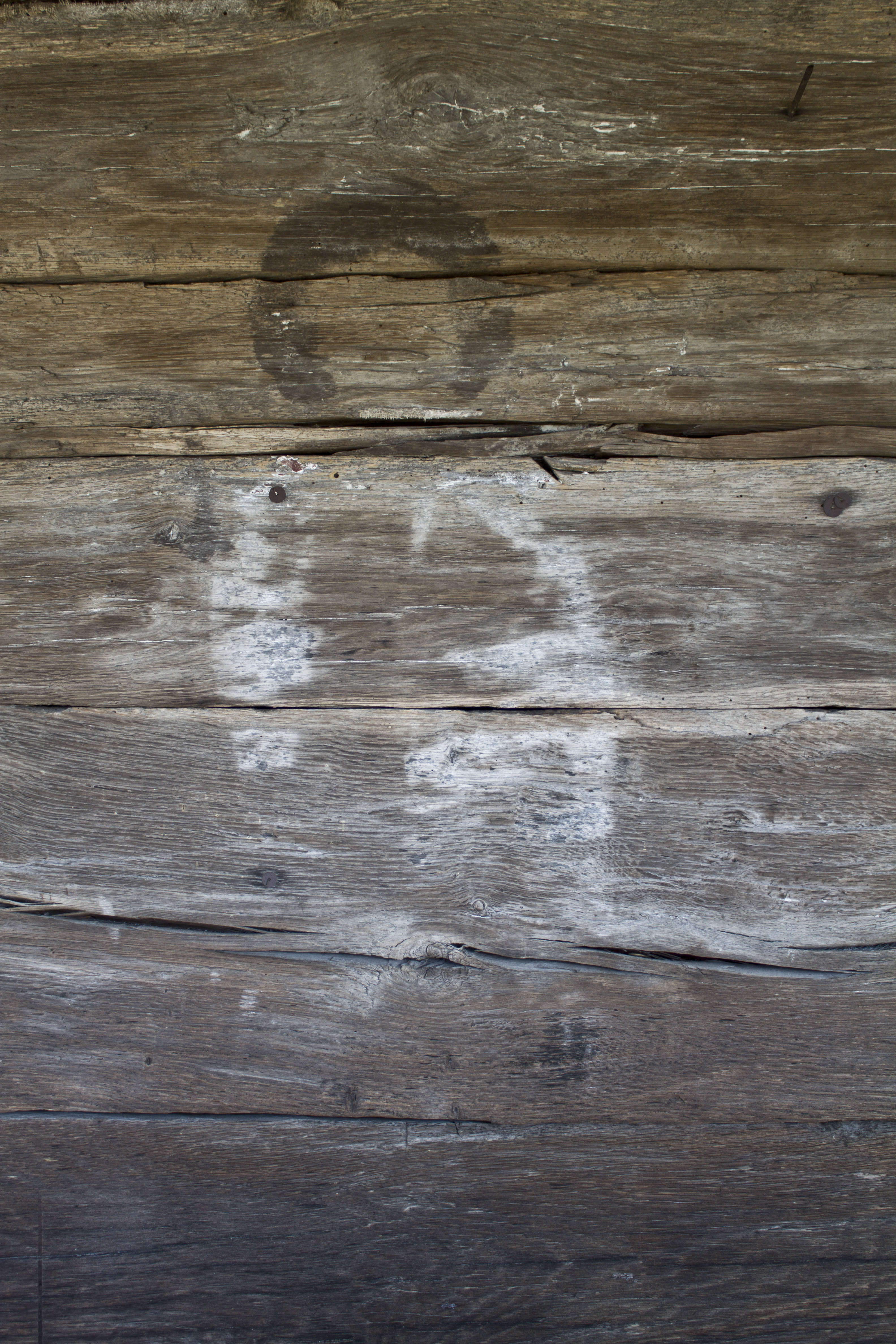
Urme de pictură exterioară în pridvorul bisericii
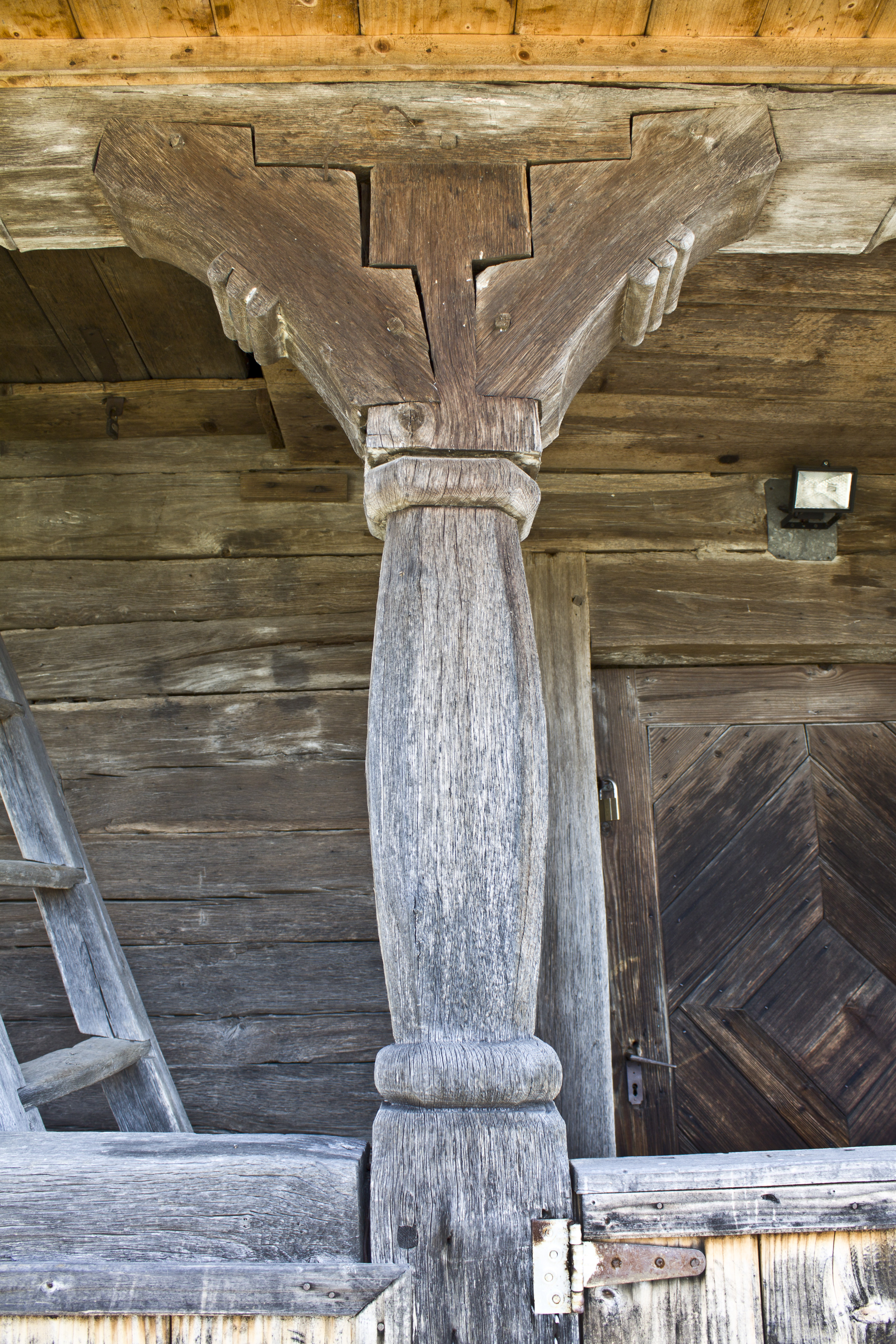
Detaliu. Stâlpul pridvorului
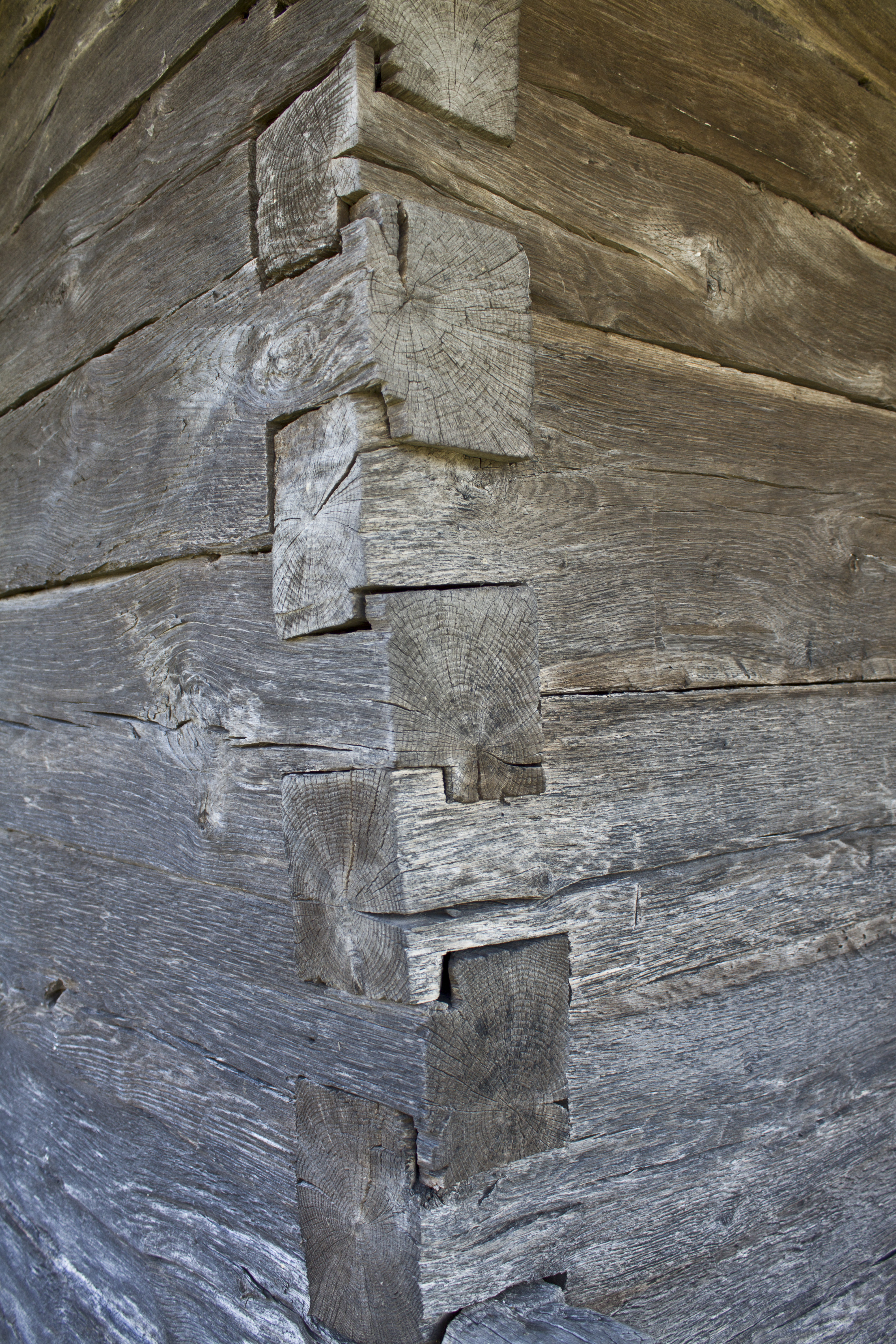
Îmbinări
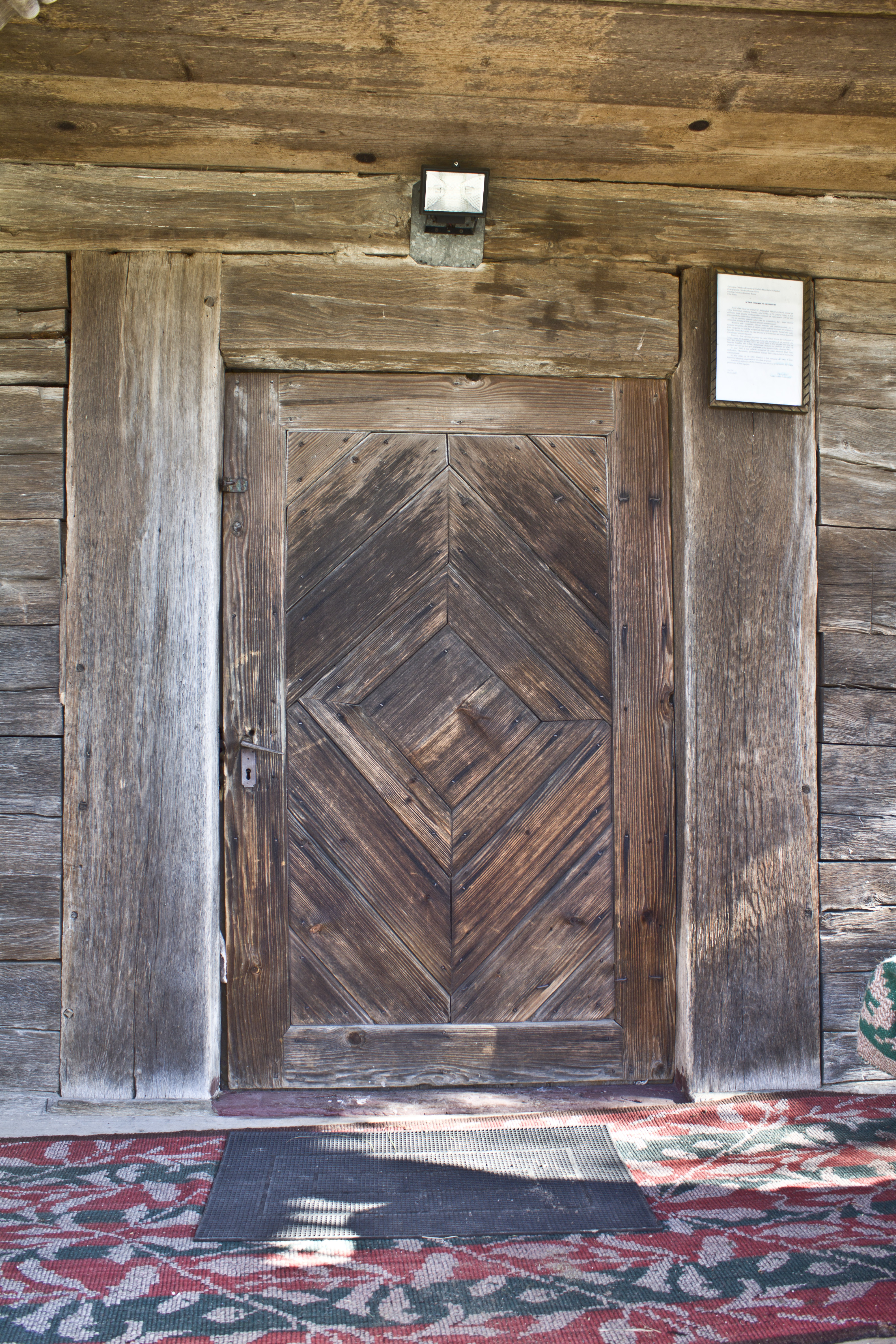
Intrarea în biserică
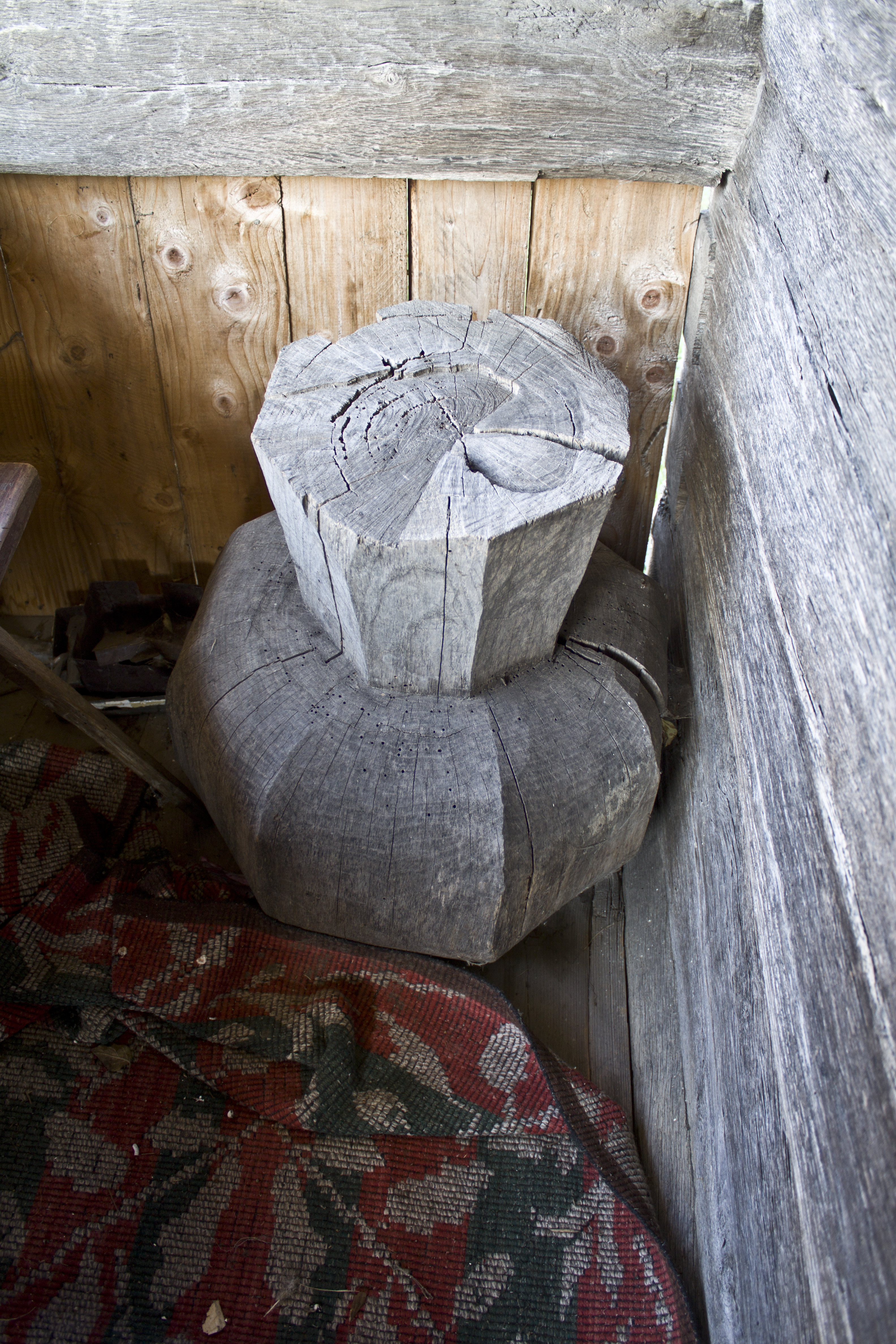
Vechiul picior al mesei altarului
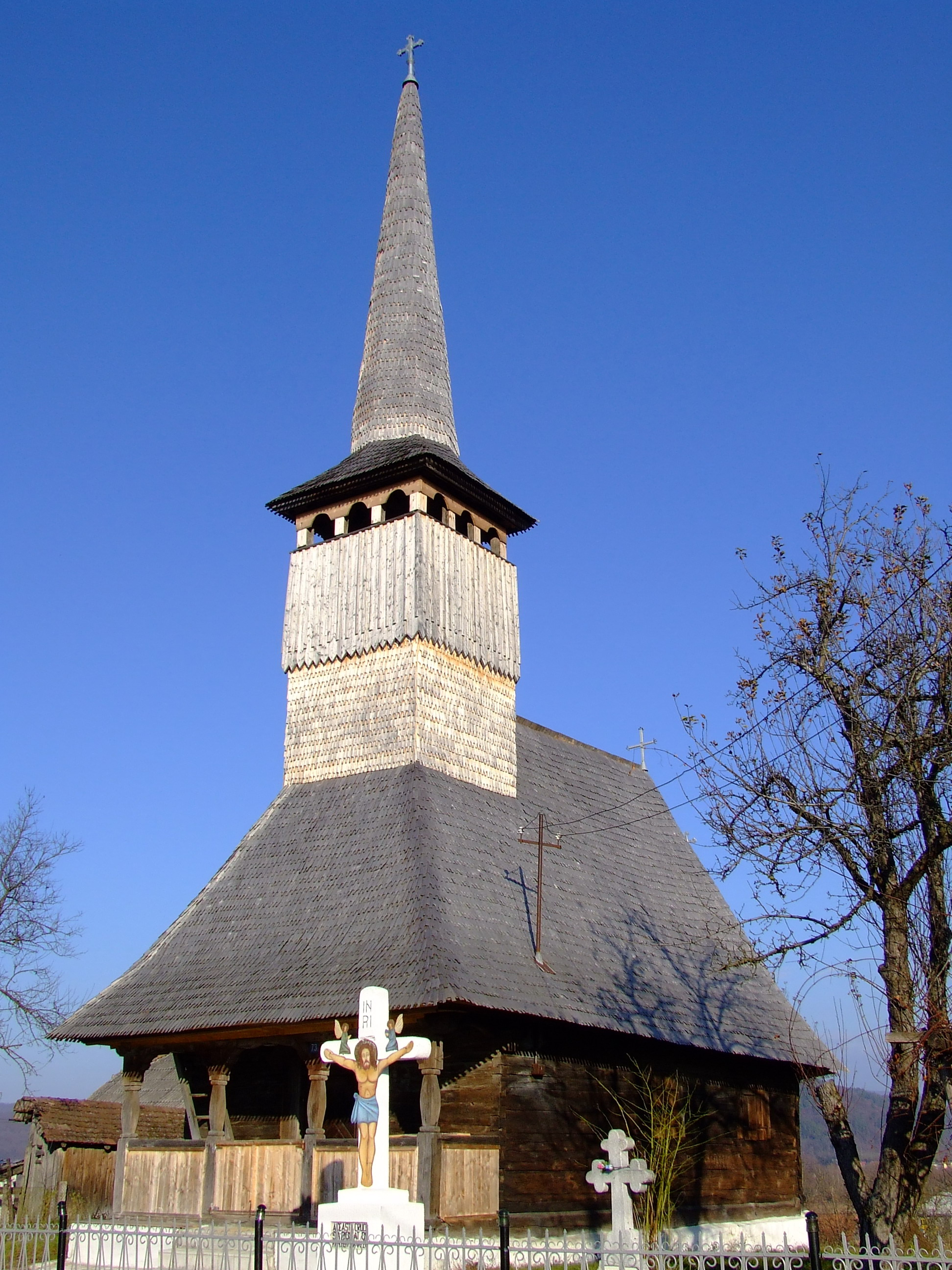
Vedere de ansamblu. Foto: 2006
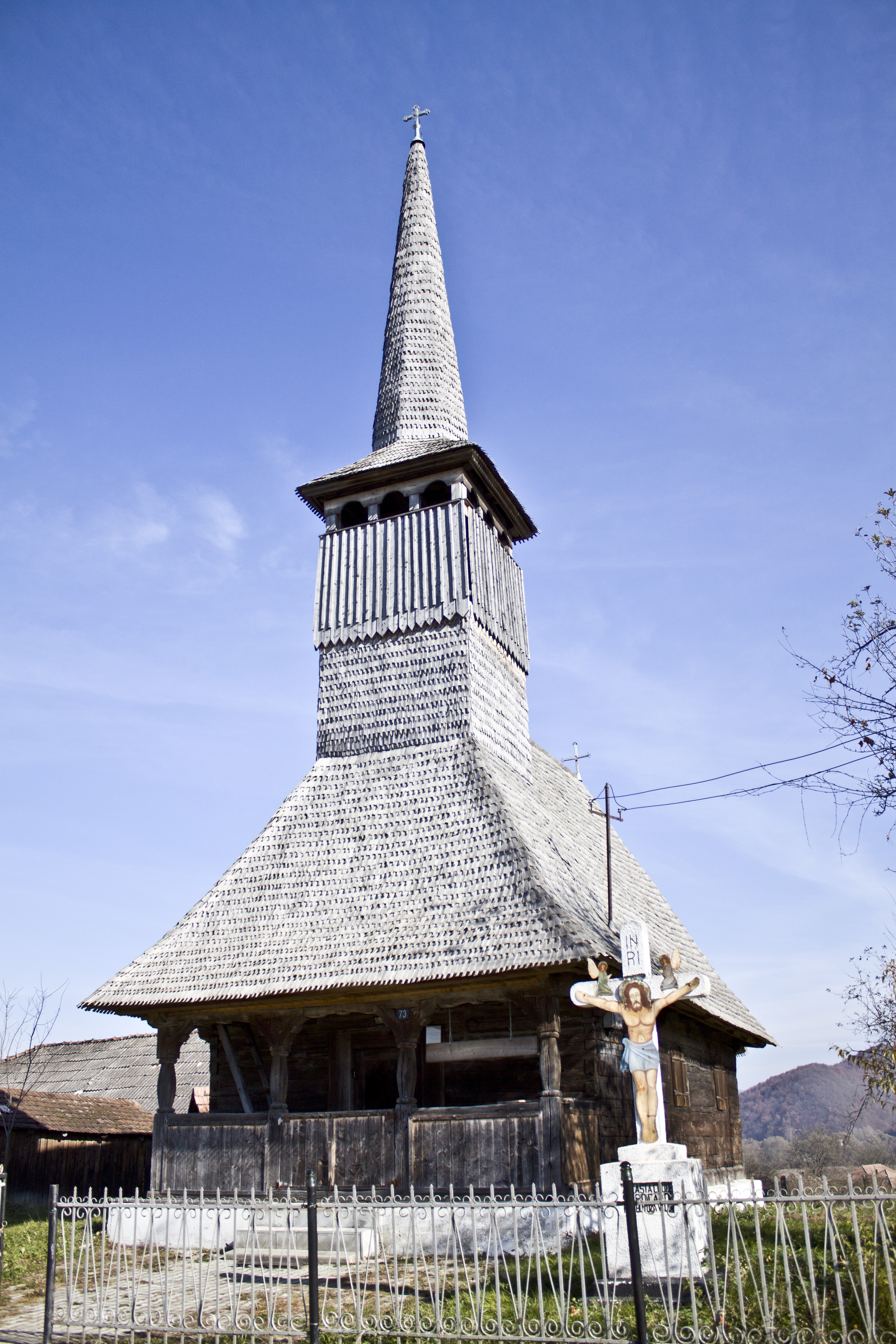
Vedere de ansamblu. Foto: 2010
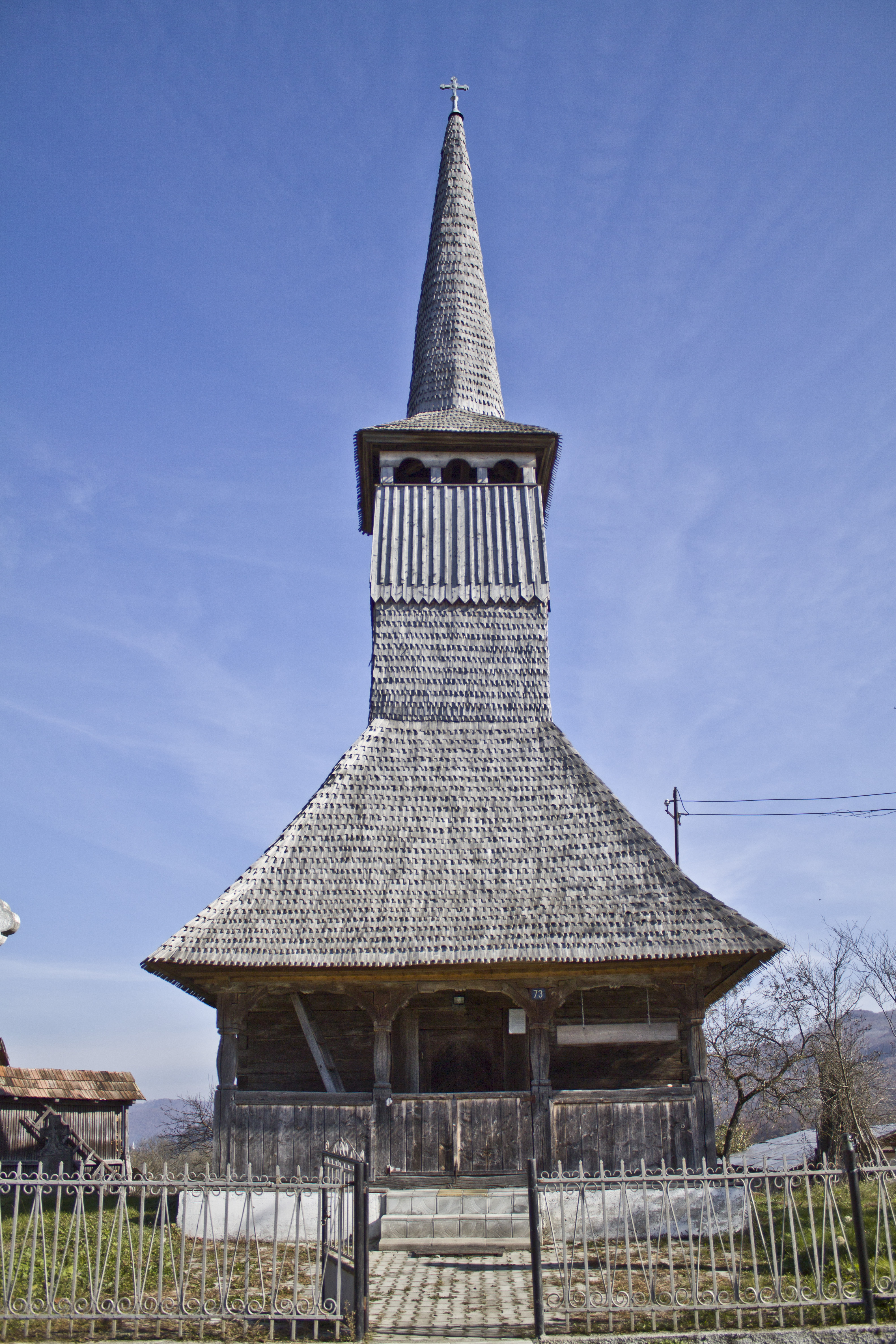
Biserică văzută din drum
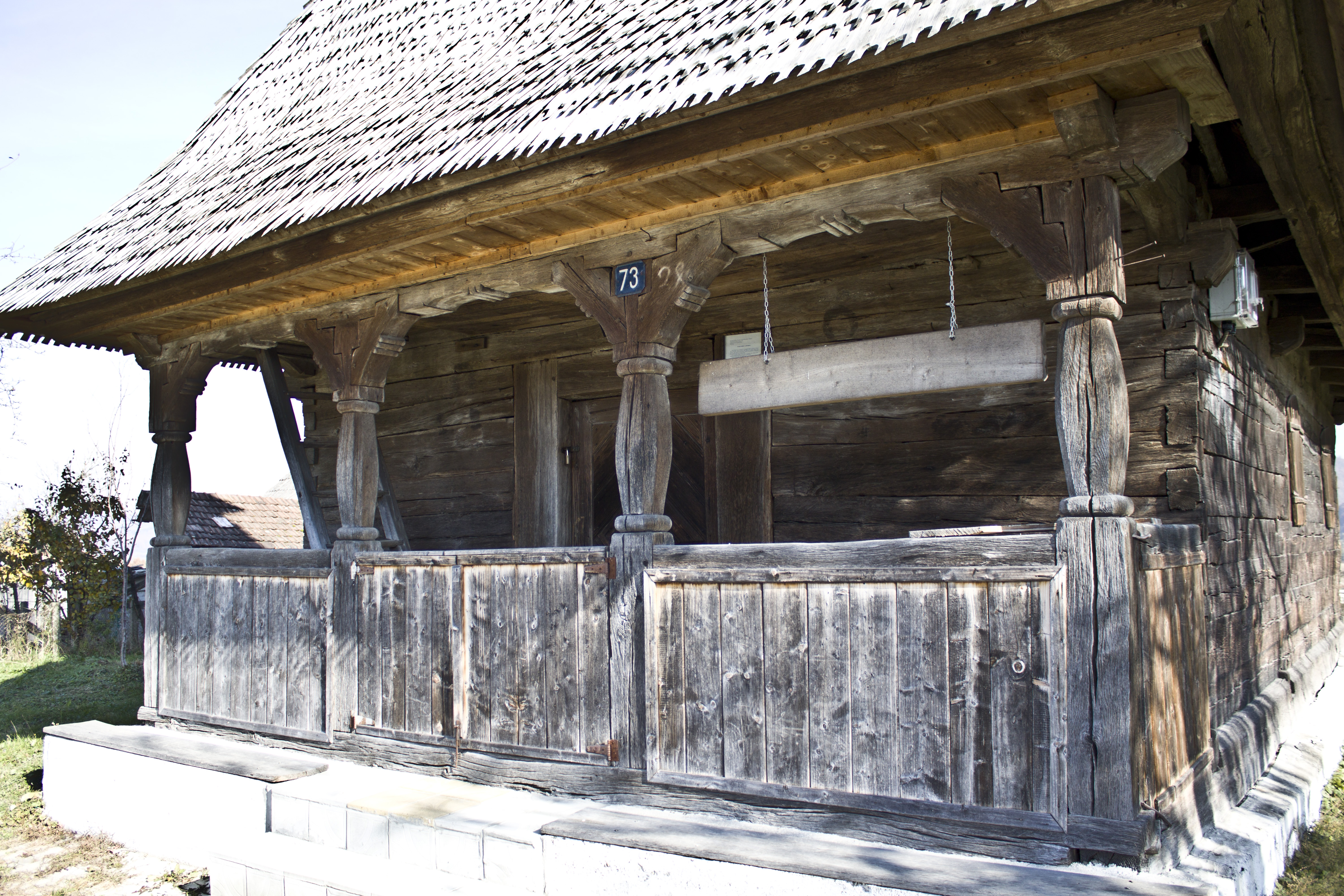
Pridvorul bisericii
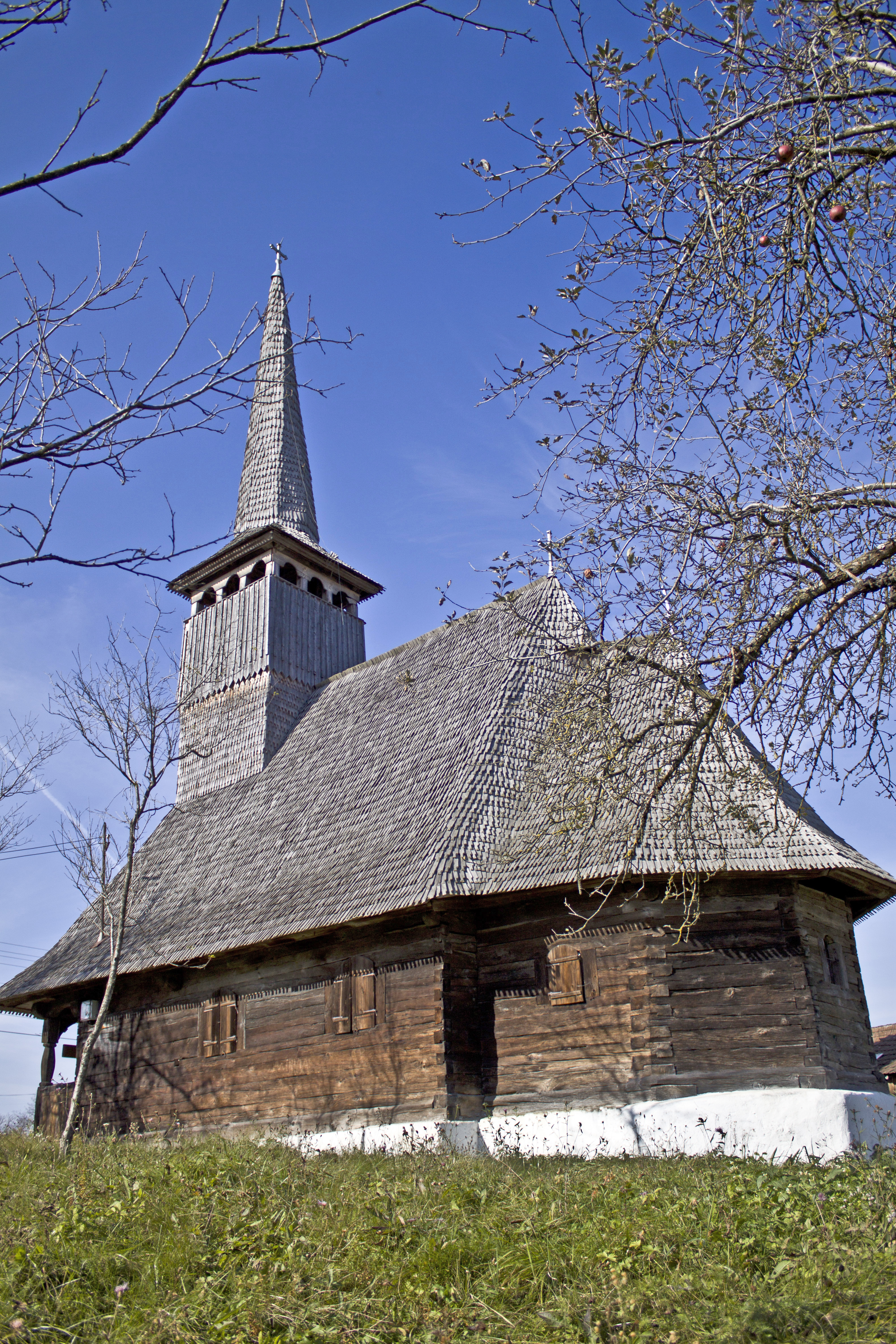
Vedere din sud-est
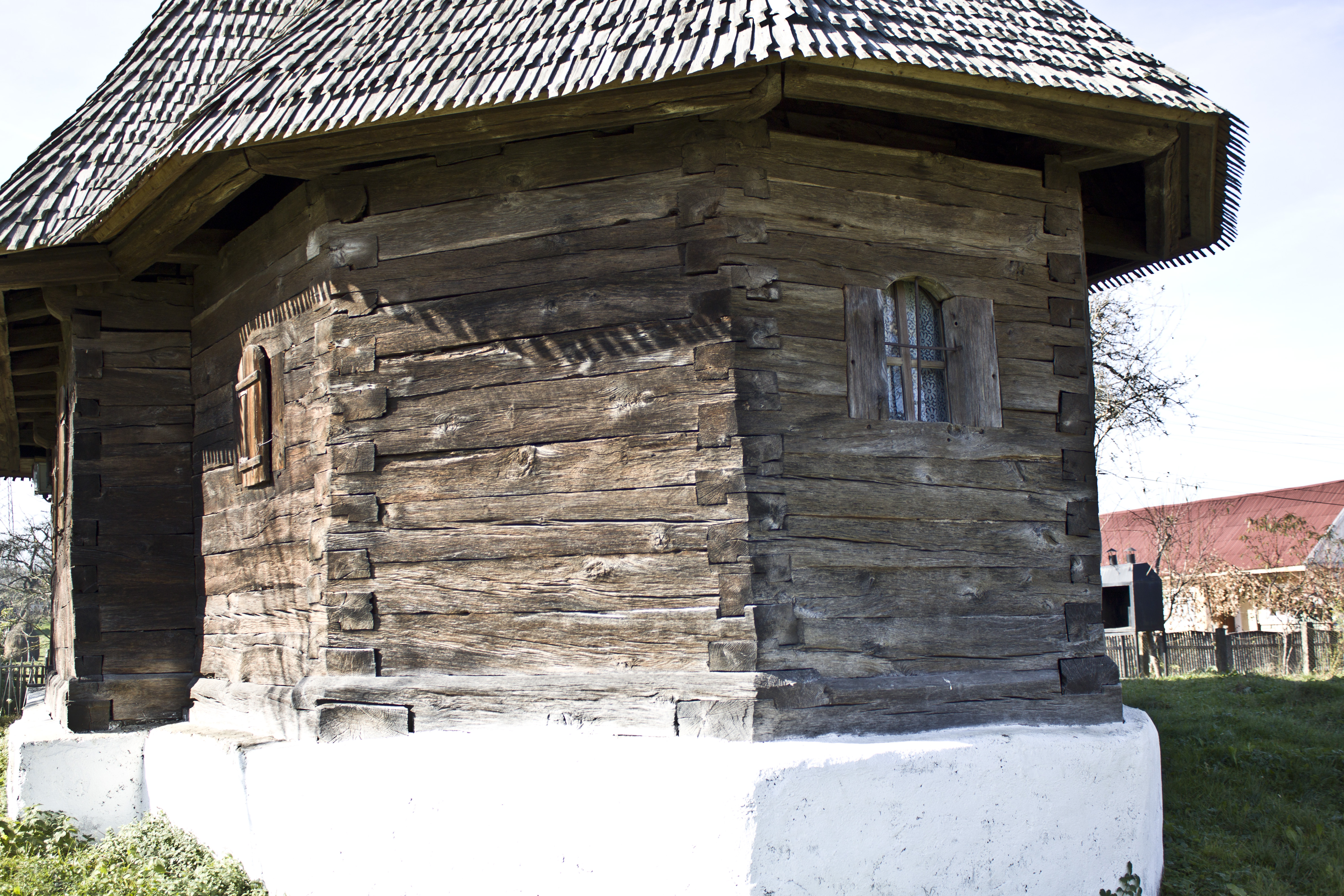
Absida altarului